# 蒙托克俱乐部
蒙托克俱乐部（英語：Montauk Club）是美国纽约布鲁克林公园斜坡地区一个包容性的社交俱乐部，坐落在一个宏伟的19世纪会所建筑内。俱乐部提供餐饮和一系列活动, 包括读书俱乐部、啤酒俱乐部和谋杀神秘晚宴。会员来自各个年龄和各行各业。会员还享有66个互惠俱乐部的权利，分布在33个州和哥伦比亚特区，以及加拿大、英国、印度、爱尔兰、荷兰和菲律宾。   

## 历史
该俱乐部成立于1889年，是一个传统的男子社交俱乐部，位于快速发展的公园斜坡区。会员由最初的25人迅速增长到300人，成为布鲁克林最著名的俱乐部。蒙托克俱乐部也是当时数百家俱乐部中唯一仍然存在的。
这座地标性的会所建于1889-91年，由Francis H. Kimball设计，为威尼斯哥特式风格。在正门的柱头以及第三、第四层之间的腰线，可以看到代表美洲原住民蒙托克部落的装饰。主入口左边的小楼梯是作为女士的入口建造的，是布鲁克林或曼哈顿所有社交俱乐部中的第一个女士楼梯。现在被用作公寓单位的入口。
俱乐部位于纽约市地标保护委员会公布的公园斜坡历史街区内。 2017年，蒙托克俱乐部大楼获得纽约地标保护的露西 g. 摩西保护奖和市立艺术协会的最佳恢复杰作奖。
蒙托克俱乐部虽然不是一个政治俱乐部，但两党的许多著名的政客都是其会员，包括威廉·麦金莱、格罗弗·克利夫兰、赫伯特·胡佛、德怀特·艾森豪威尔、约翰·肯尼迪、罗伯特·肯尼迪和纽约州州长休·凯里。
在布鲁克林复兴之前的时期，俱乐部会员一度减少，难以维持。俱乐部只保留一楼和二楼，顶楼和地下室都出售改为公寓。现在俱乐部会员又再度增加，特别是加入了年轻会员。 , 

## 流行文化
該俱樂部曾被使用過來拍攝電影場景，例如《Prizzi's Honor》、《情謎3顆心》、《Gigantic》、《Rounders》、《Illuminata》、《Q&A》和《City Hall》，以及電視劇例如《蘿拉的秘密》、《酒私風雲》、《萬惡高譚市》、《「法」妻》、《Public Morals》和《疑犯追蹤》。

## 圖片

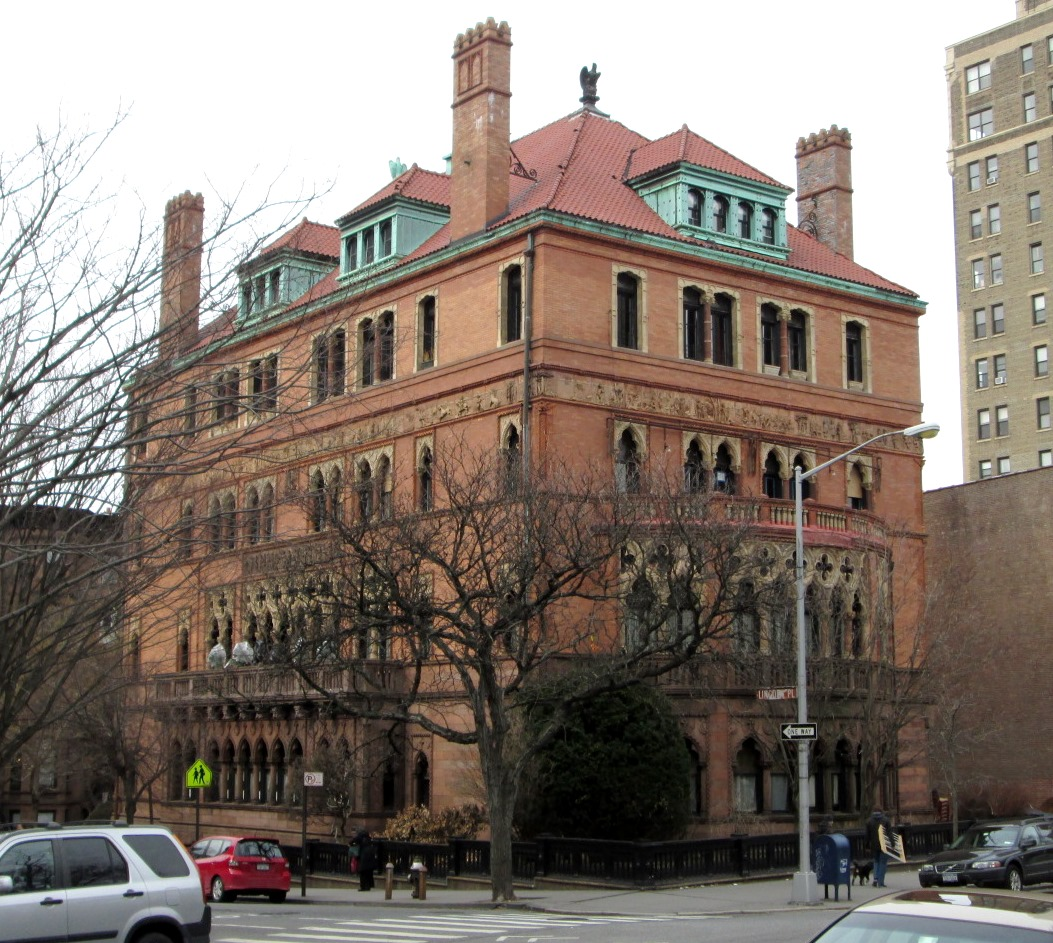
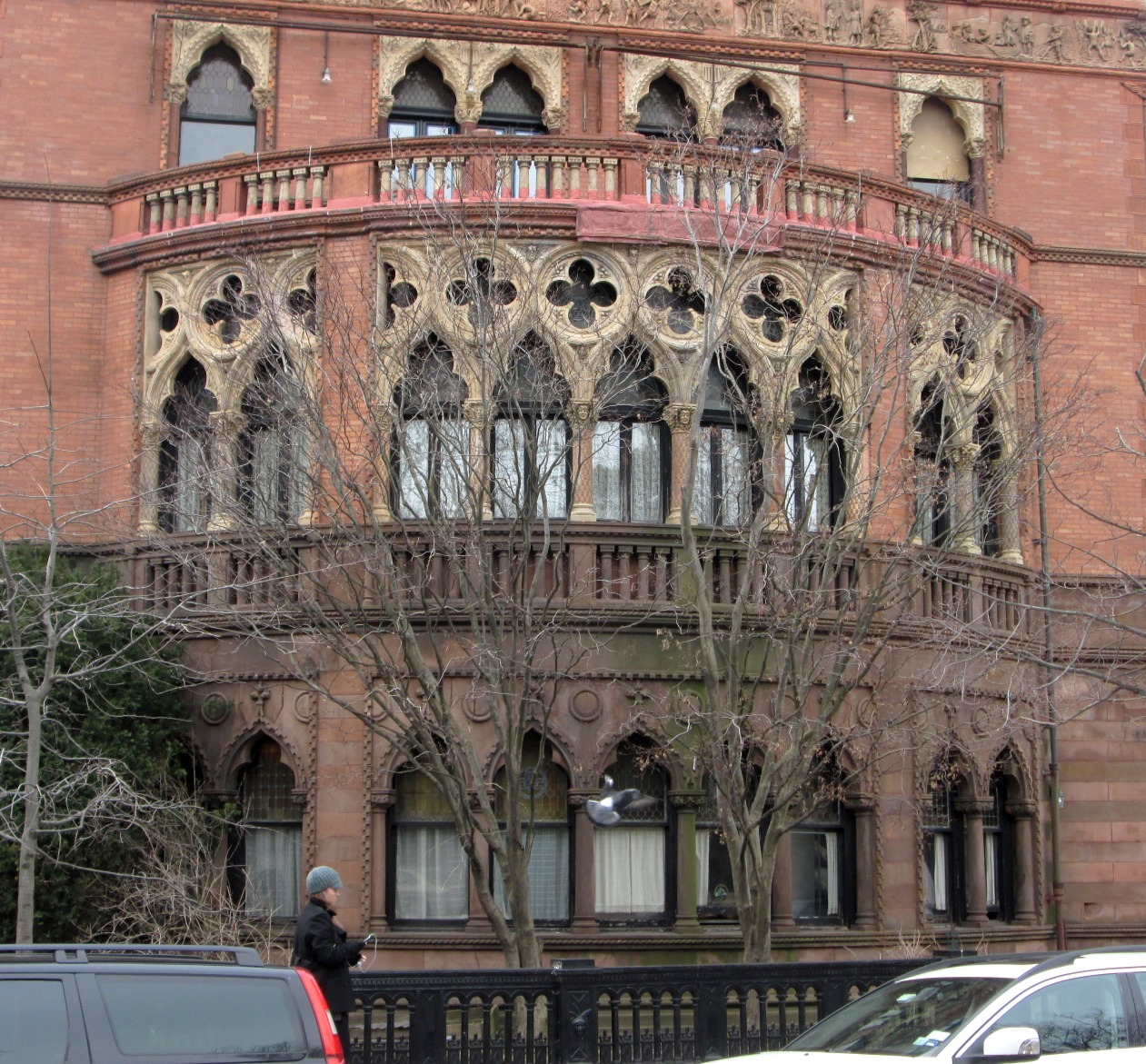
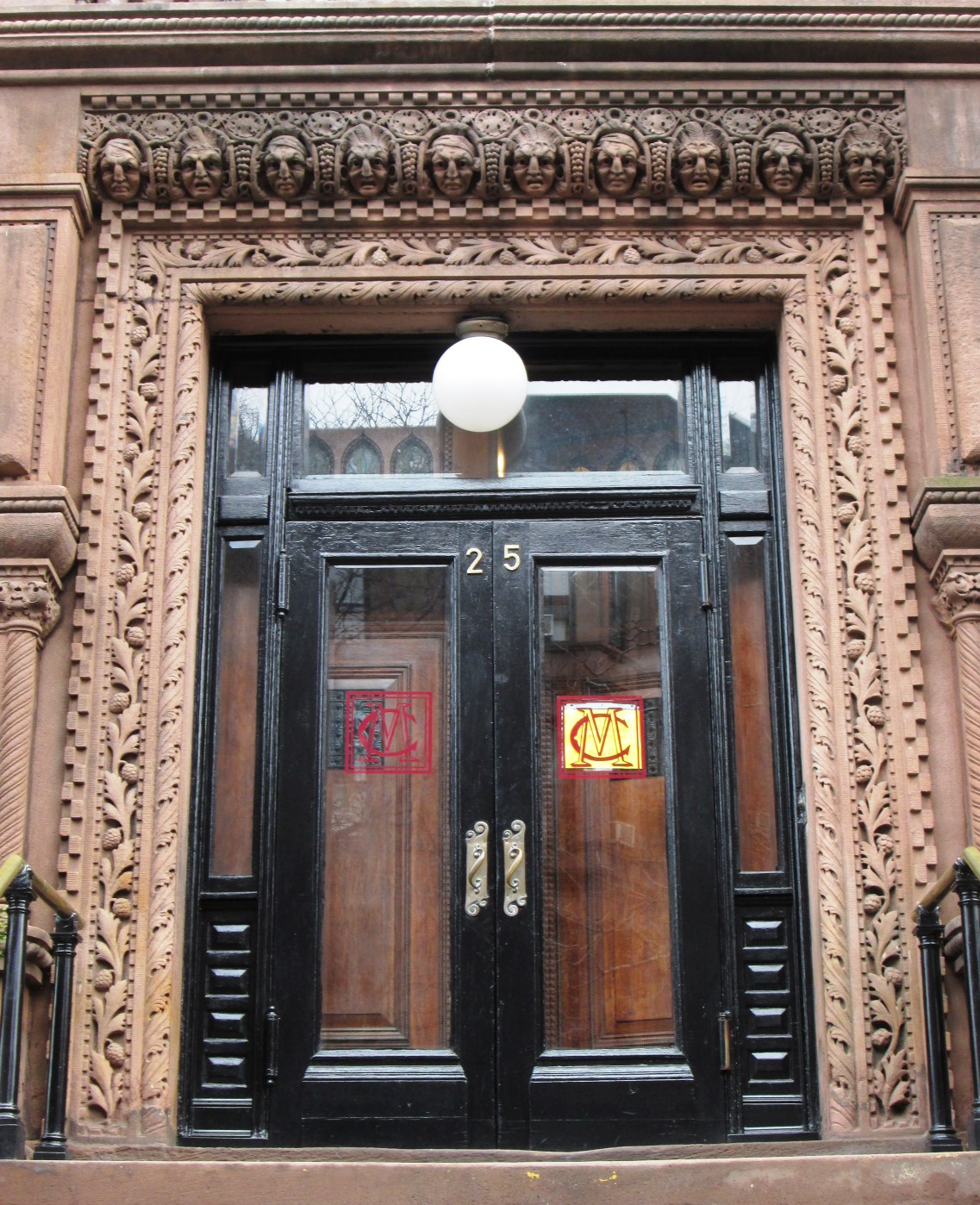
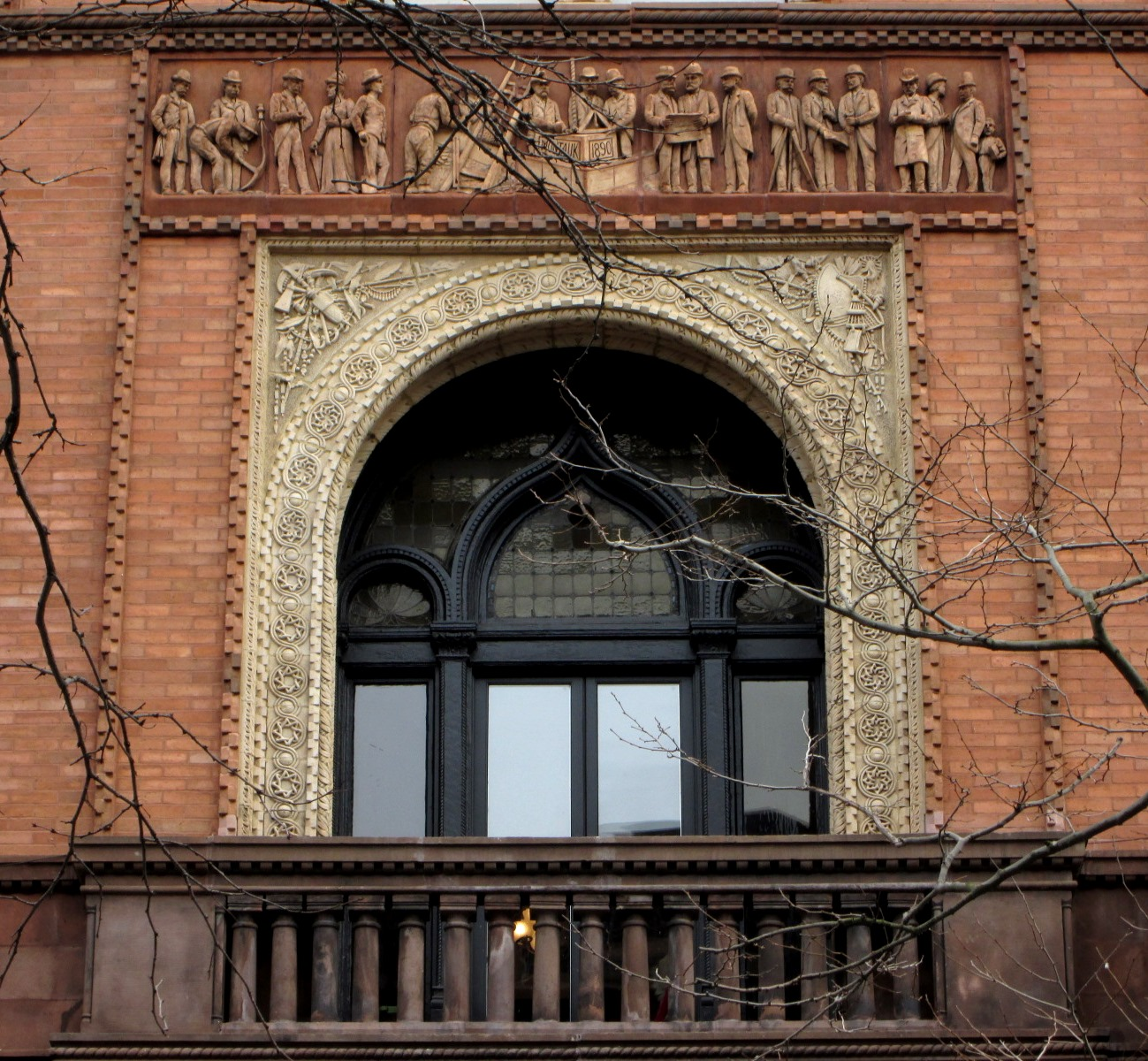